# سارة هاردينغ
سارة هاردينغ (بالإنجليزية: Sarah Harding)‏ هي مترجمة أمريكية، ولدت في 1951.